# Edith Backlund
Edith Julia Helena Backlund, född 18 maj 1982 i Umeå, är en svensk sångerska, låtskrivare och musiker.

## Biografi

### Uppväxt och bakgrund
Hon föddes i Umeå men flyttade sedan runt till många olika platser – allt från storstäder till skärgård – hela sin uppväxt, då fadern som var läkare arbetade på många olika platser. Detta gav henne en känsla av att vara rotlös och isolerad, eftersom hon hade svårt att etablera långvariga kamratrelationer och därför sökte hon sig till sin egen musikvärld med inspiratörer framför allt inom countrymusik med vänstersympatier, däribland Ryan Adams, Emmylou Harris, Steve Earle och Daniel Lanois och hon skrev under tonåren låtar med strävan att förändra världen. Senare har hon tonat ner sina världsförändrar-ambitioner.

### Musik, TV och film
År 2005 gav Backlund ut EP:n Waste Another Day vars titellåt medverkade i TV-serien Livet enligt Rosa. Andra spåret ”Catch Me When I Fall” medverkade på soundtracket till den svenska dramakomedin Som man bäddar tillsammans med låtar av Tiger Lou, Hellacopters med flera. ”Sunday Morning” plockades upp av den amerikanska klädkedjan JC Penneys och användes i reklam i amerikansk TV och radio.
Debutalbumet Merely Daydreams kom 2006. Singeln ”Burn Me and Blind Me” blev Backlunds andra låt att medverka i TV-serien Livet enligt Rosa. Hon åkte på en kort turné i Italien med avslutning med en hyllningsspelning till Townes Van Zandt i Figino Serenza. Neil Young hittade Backlunds låt "Rosie" och lade upp den på sin officiella webbplats ("Living with War"). Där blev den framröstad som en av de tio bästa antikrigslåtarna av över fyrahundra medverkande – dock finns den inte längre med på de topplistorna.
Andra albumet Death By Honey kom 2008. Skellefteåbandet The Wannadies frontman Pär Wiksten producerade och singeln ”True Believer” spelades flitigt på P3. Två av låtarna från skivan, "Suburban Bliss" och "Skinny", är med i TV-serien One Tree Hill. Backlund spelade med Amanda Jenssen i Berlin, Wien och Zürich och lånade ut sin röst till Elin Ruth Sigvardssons och Tom Malmqvists album. Edith Backlund spelade bland annat på P3 Summer Sessions, lett av Daniel Adams-Ray. Dessutom var hon med och ledde radioprogrammet Hallå P3 under 2008.
Det digitala minialbumet Kill the Clown (Act One) kom i november 2011 och innehåller singlarna "Black Hole" och "Dance in Circles" samt albumspåren "Lost to the Sea", "On the Run", "What I've Become" och "Make It Work". Backlunds tredje fullängdsalbum gavs ut 23 maj 2012. Första singeln hette "Over Now" och kom den 7 maj 2012.
Backlund spelar även en roll i filmen Lilla Jönssonligan & stjärnkuppen. I juni 2012 sjöng hon duett med Magnus Uggla i Allsång på Skansen.

## Diskografi
- Waste Another Day (2005) (EP)
- Merely Daydreams (2006)
- True Believer (2008) (singel)
- Death by Honey (2008)
- Kill the Clown (Act One) (2011) (digitalt minialbum)
- Kill the Clowns (2012)

### Singlar
- Trouble (2013)

## Filmografi
- 2006 – Lilla Jönssonligan & stjärnkuppen